# Наумовское (Московская область)
Наумовское — деревня в городском округе Кашира Московской области.

## География
Находится в южной части Московской области на расстоянии приблизительно 15 км на юг по прямой от железнодорожной станции Кашира.

## История
Известна с 1859 года, когда здесь было 19 дворов. До 2015 года входила в состав сельского поселения Базаровского Каширского района.

## Население
Постоянное население составляло 156 жителей (1859), 2 в 2002 году (русские 100 %), 2 в 2010.